# Collezione di monografie illustrate
La Collezione di monografie illustrate è una collana editoriale diretta da Corrado Ricci edita dall'Istituto Italiano d'Arti Grafiche di Bergamo nella prima metà del XX secolo.

## Serie Italia Artistica
1. Ravenna, di Corrado Ricci - (1ª ed., 1902; 6ª ed. 1906; 10ª ed., 1933)
2. Ferrara e Pomposa, di Giuseppe Agnelli - (1ª ed., 1902; 3ª ed. 1906; 6ª ed., 1933)
3. Venezia, di Pompeo Molmenti - (1ª ed., 1903; 3ª ed. 1907; 6ª ed., 1933)
4. Girgenti, di Serafino Rocco - Da Segesta a Selinunte, di Enrico Mauceri (1903)
5. La Repubblica di San Marino, di Corrado Ricci - (1ª ed. 1903) (2ª ed. 1906)
6. Urbino, di Giuseppe Lipparini - (2ª ed. 1906; 4ª ed., 1933)
7. La Campagna Romana, di Ugo Fleres (1904; 3ª ed. 1930)
8. Le Isole della Laguna Veneta, di Pompeo Molmenti e Dino Mantovani (1904; 2ª ed., 1925)
9. Siena, di Arturo Jahn Rusconi (1904; 6ª ed., 1932)
10. Il Lago di Garda, di Giuseppe Solitro (1904; 4ª ed., 1927)
11. San Gimignano, di Romualdo Pantini (1904; 2ª ed. 1908)
12. Prato e suoi dintorni, di Enrico Corradini (1905; 2ª ed. 1912)
13. Gubbio, di Arduino Colasanti (1905;  3ª ed., 1925)
14. Comacchio, Argenta e le Bocche del Po, di Antonio Beltramelli (1905; 2ª ed., 1931, riveduta e aggiornata da Antonio Nannini)
15. Perugia, di Romeo Gallenga Stuart (1905; 3ª ed., 1929)
16. Pisa, di Igino Benvenuto Supino (1905; 3ª ed., 1928)
17. Vicenza, di Giuseppe Pettinà (1905; 5ª ed., 1930, aggiornata da Adoldo Giuriato)
18. Volterra, di Corrado Ricci (1905; 3ª ed., 1926)
19. Parma, di Laudedeo Testi (1905; 2ª ed., 1913)
20. Il Valdarno da Firenze al Mare, di Guido Carocci (1906; 2ª ed., 1932, aggiornata da Arturo Jahn Rusconi)
21. L'Aniene, di Arduino Colasanti (1906)
22. Trieste, di Giulio Caprin (1906; 2ª ed. completamente rifatta, 1923)
23. Cividale del Friuli, di Gino Fogolari (1906)
24. Venosa e la Regione del Vulture, di Giuseppe De Lorenzo (1906)
25. Milano, Parte I, di Francesco Malaguzzi Valeri (1906; 2 ed.)
26. Milano, Parte II, di Francesco Malaguzzi Valeri (1906; 2 ed.)
27. Catania, di Federico De Roberto (1907)
28. Taormina, di Enrico Mauceri (1907; 3ª ed., 1920)
29. Il Gargano, di Antonio Beltramelli (1907)
30. Imola e la Valle del Santerno, di Luigi Orsini (1907)
31. Montepulciano, Chiusi e la Val di Chiana Senese, di Fabio Bargagli-Petrucci (1907; 2ª ed., 1932)
32. Napoli, Parte I, di Salvatore Di Giacomo (1907 - 3ª ed.)
33. Cadore, di Antonio Lorenzoni (1907; 2ª ed., 1930)
34. Nicosia, Sperlinga, Cerami, Troina, Adernò, di Giovanni Paternò Castello (1907)
35. Foligno, di Michele Faloci Pulignani (1907)
36. L'Etna, di Giuseppe De Lorenzo (1907; 2ª ed., 1928)
37. Roma, parte I, di Diego Angeli (1908; 2ª ed., 1933)
38. L'Ossola, di Carlo Errera (1908)
39. Il Fùcino, di Emidio Agostinoni (1908)
40. Roma, Parte II, di Diego Angeli (1908; 2ª ed., 1933)
41. Arezzo, di Giannina Franciosi (1909; 2ª ed., 1931)
42. Pesaro, di Giulio Vaccaj (1909)
43. Tivoli, di Attilio Rossi (1909)
44. Benevento, di Almerico Meomartini (1909)
45. Verona, di Giuseppe Biàdego (1909; 3ª ed., 1928)
46. Cortona, Montecchio Vesponi e Castiglione Fiorentino, di Gerolamo Mancini (1909)
47. Siracusa e la Valle dell'Anapo, di Enrico Mauceri (1909; 2ª ed., 1930)
48. Etruria Meridionale, di Sante Bargellini (1909)
49. Randazzo e la Valle dell'Alcantara, di Federico De Roberto (1909)
50. Brescia, di Antonio Ugoletti (1909; 3ª ed., 1930, curata da Giorgio Nicodemi)
51. Bari, di Francesco Carabellese (1909)
52. I Campi Flegrei, di Giuseppe De Lorenzo (1909)
53. Valle Tiberina (da Montauto alle Balze - le Sorgenti del Tevere), di Pier Ludovico Occhini (1910)
54. Loreto, di Arduino Colasanti (1910)
55. Terni, di Luigi Lanzi (1910)
56. Foggia e la Capitanata, di Romolo Caggese (1910)
57. Bergamo, di Pietro Pesenti (1910; 3ª ed., 1927)
58. Il Litorale Maremmano (Grosseto-Orbetello), di Carlo Alberto Nicolosi (1910; 2ª ed., 1930)
59. Bassano del Grappa, di Giuseppe Gerola (1910)
60. La Montagna Maremmana (Val d'Albegna - la Contea Ursina), di Carlo Alberto Nicolosi (1911)
61. Il Tallone d'Italia: I. Lecce e Dintorni, di Giuseppe Gigli (1911; 2ª ed., 1929)
62. Torino, di Pietro Toesca (1911)
63. Pienza, Montalcino e la Val d'Orcia Senese, di Fabio Bargagli-Petrucci (1911; 2ª ed., 1933)
64. Altipiani d'Abruzzo, di Emidio Agostinoni (1912)
65. Padova, di Andrea Moschetti (1912; 2ª ed., 1927)
66. La Brianza, di Ugo Nebbia (1912)
67. Terracina e la Palude Pontina, di Attilio Rossi (1912)
68. Il Tallone D'Italia: II. Gallipoli, Otranto e Dintorni, di Giuseppe Gigli (1912)
69. Ascoli Piceno, di Cesare Mariotti (1913; 2ª ed., 1928)
70. Da Gemona a Venzone, di Giuseppe Bragato (1913)
71. Spello, Bevagna, Montefalco, di Giulio Urbini (1913; 2ª ed., 1929)
72. L'Isola di Capri, di Enzo Petraccone (1913; 2ª ed., 1931, aggiornata da Manfredi Fasulo)
73. I Monti del Cimino, di Sante Bargellini (1914)
74. L'Arcipelago Toscano, di Jack La Bolina (v.n. Augusto Vittorio Vecchi) (1914)
75. I Bagni di Lucca, Coreglia e Barga, di Arnaldo Bonaventura (1914)
76. Bologna, di Guido Zucchini (1914; 3ª ed., 1932)
77. Firenze, di Nello Tarchiani ([1914]; 3ª ed., 1925)
78. Livorno, di Pietro Vigo ([1915])
79. Istria e Quarnaro, di Amy Allemand Bernardy (1915, 2ª ed., 1927)
80. Trento, di Gino Focolari (1916)
81. La Vallombrosa e la Valsieve Inferiore, di Nello Puccioni ([1916])
82. Sorrento e la sua Penisola, di Riccardo Filangieri di Candida (1916, 2ª ed., 1929)
83. Orvieto, di Luigi Fumi (1919; 2ª ed., ?)
84. Il Tuscolo e Frascati, di Saverio Kambo (1924, 2ª ed., 1929)
85. Spoleto, di Carlo Bandini (1924)
86. Grottaferrata e il Monte Cavo, di Saverio Kambo (1924, 2ª ed., 1929?)
87. Da Capua a Caserta, di Salvatore Di Giacomo (1924)
88. Pavia e la sua Certosa, di Renato Sòriga (1926)
89. Assisi, di Arturo Jahn Rusconi (1926)
90. Treviso, di Luigi Coletti (1926)[1]
91. Genova, di Orlando Grosso (1926)
92. La Versilia, di Augusto Dalgas (1928)
93. Zara e i Monumenti Italiani della Dalmazia, di Amy Allemand Bernardy (1928)
94. Da Erice a Lilibeo, di Antonino Sorrentino (1928)
95. Cremona, di Ettore Signori (1928)
96. Pompei, di Arturo Jahn Rusconi (1929)
97. La Calabria, di Alfonso Frangipane e Concetto Valente (1929)
98. Palermo, di Luigi Biagi (1929)
99. Aquila, di Luigi Serra (1929)
100. Monte Cassino, di Arturo Jahn Rusconi (1929)
101. Malta, di Roberto Paribeni (1930)
102. Ischia, di Gina Algranati (1930)
103. Mantova, di Guglielmo e Annalena Pacchioni (1930)
104. Lucca, di Eugenio Lazzareschi (1931)
105. Il Lago Maggiore, di Renzo Boccardi (1931)
106. Piacenza, di Giulio Ferrari (1931)
107. Vercelli, il Biellese e la Valsesia, di Guido Marangoni (1931)
108. Fano e Senigallia, di Cesare Selvelli (1931)
109. Fiesole, di Arturo Jahn Rusconi (1931)
110. Il Vesuvio, di Giuseppe De Lorenzo (1931)
111. Roma, Parte III, di Diego Angeli (1933)
112. Rodi, di Giulio Jacopi (1933)
113. Roma, Parte IV, di Diego Angeli (1933)[2]
114. Reggio Emilia, di Antonio Fulloni (1934)
115. Patmo, Coo e le minori isole italiane dell'Egeo, di Giulio Jacopi (1938)

## Serie Viaggi
- 1: Da Genova ai deserti dei Mayas: ricordi d'un viaggio commerciale, di Ubaldo A. Moriconi (1902)
- 2: In Asia. Siria, Eufrate, Babilonia, di Scipione Borghese (1903)
- 3: Corea e coreani: impressioni e ricerche sull'impero del Gran Han, vol.1, di Carlo Rossetti (1904)
- 4: Corea e coreani: impressioni e ricerche sull'impero del Gran Han, vol.2, di Carlo Rossetti (1905)
- 5: In Africa: Victoria Nyanza e Benadir, di Enrico Alberto D'Albertis (1906)
- 6: Le terre polari: sguardo generale alla loro storia e geografia dai tempi più lontani ad oggi, di Arnaldo Faustini (1908)
- 7: In Africa: Lettere dall'Eritrea - Lungo l'Anseba e sull'altipiano abissino, vol.1, di Giotto Dainelli (1908)
- 8: In Africa: Lettere dall'Eritrea - Lungo le pendici dell'altipiano abissino e in Dancalia, vol.2, di Giotto Dainelli (1910)
- 9: Da Venezia a Khartum: note di viaggio: gennaio-marzo 1907, di Lino Pellegrini (1910)
- 12: Dai fjords norvegesi al Mare glaciale Artico: Note di viaggio, di Giovanni Antonio Pellegrini (1912)
- 13: Attraverso la Spagna, di Filippo Lussana (1914)

## Serie Pittori, Scultori, Architetti
- 1: Giovanni Antonio Amadeo, di F. Malaguzzi Valeri
- 2: Giorgione da Castelfranco, di U. Monneret de Villard
- 3: Sandro Botticelli, di Arturo Jahn Rusconi (1907)
- 4: Masolino da Panicale, di Pietro Toesca (1908)
- 5: Sebastiano del Piombo, di Giorgio Bernardini (1908)
- 6: Gentile da Fabriano, di Arduino Colasanti (1909)
- 7: Pietro Longhi, di Aldo Ravà (1909)
- 8: Rosalba Carriera, di Vittorio Malamani (2. ed., riveduta, corretta ed ampliata, 1910)
- 9: Francesco Francia, di Giuseppe Lipparini (1913)
- 10: Il Beato Angelico: la sua vita e le sue opere, di Clara Ciraolo, Bianca Maria Arbib; lettera-prefazione di Adolfo Venturi (1924)
- 11: Girolamo Muziano: 1528-1592. Note e documenti, di Ugo Da Como (1929)

## Sensazioni d'arte
- Attraverso gli albi e le cartelle: Sensazioni d'arte: prima serie, di Vittorio Pica (1901)(1904)
- Attraverso gli albi e le cartelle: Sensazioni d'arte: seconda serie, di Vittorio Pica (1902) (1907)
- Attraverso gli albi e le cartelle: Sensazioni d'arte. terza serie, di Vittorio Pica (1904)(1909?)
- Attraverso gli albi e le cartelle: Sensazioni d'arte: quarta serie, di Vittorio Pica (1904)(1921?)

## Serie V - Raccolte d'arte
1. Il Palazzo Pubblico di Siena e la mostra d'antica arte senese, di Corrado Ricci (1904)
2. Raccolte artistiche di Ravenna, di Corrado Ricci (1904)
3. La villa, il museo e la Galleria Borghese, di Arturo Jahn Rusconi (1906)
4. Le gallerie dell'Accademia Carrara in Bergamo, di Gustavo Frizzoni (1907)
5. L'arte giapponese al Museo Chiossone di Genova, di Vittorio Pica (1907)
6. L'arte umbra alla mostra di Perugia, di Umberto Gnoli (1908)
7. Ferrara: porte di chiese, di palazzi, di case, di Giuseppe Agnelli (1909)
8. L'arte abruzzese, di Vincenzo Balzano (1910)

## Serie Artisti moderni
1. Dante Gabriele Rossetti, di Elena Rossetti Angeli (1906)
2. Mosè Bianchi, di Giulio Pisa (1906)
3. Gl'impressionisti francesi, di Vittorio Pica (1908)
4. Jozef Israels, di Philip Zilcken (1910)
5. Ettore Tito, di Ilario Neri (1916)
6. Cesare Tallone, di Vespasiano Bignami e Ciro Caversazzi (19..)
7. Luigi Secchi (1853-1921), di Luca Beltrami (1923)

## Serie Biografie degli artisti celebri
- 1: Gio. Antonio Amadeo, scultore e architetto Lombardo (1447- 1522), di Francesco Malaguzzi Valeri (1904)
- 2: Giorgione da Castelfranco: studio critico, di Ugo Monneret De Villard (1904)
- s.n.\s.s.: Dante, di Cesare Foligno (1920)

## Serie Esposizioni
- 1: L'arte mondiale alla III Esposizione di Venezia, di Vittorio Pica (1899)
- 2: L'arte mondiale alla IV Esposizione di Venezia, di Vittorio Pica (1901)
- 3: L'arte decorativa all'Esposizione di Torino del 1902,  di Vittorio Pica (1903)
- 4: L'arte mondiale alla V Esposizione di Venezia, di Vittorio Pica (1903)
- 5: L'arte mondiale alla VI Esposizione di Venezia, di Vittorio Pica (1905)
- 6: L'arte mondiale alla VII Esposizione di Venezia, di Vittorio Pica (1906)
- 7: L'arte mondiale a Roma nel 1911: i pittori, di Vittorio Pica (4 voll., 1911-1912)
- 8: L'arte mondiale alla X Esposizione di Venezia, di Vittorio Pica (1912)
- 9: La prima mostra d'arte calabrese: Catanzaro 1912, di Alfonso Frangipane (1913)
- 10: La dodicesima Esposizione d'Arte a Venezia, 1920, di Francesco Sapori (1921)
- 14: La Quindicesima Esposizione d'arte a Venezia, 1926, di Ugo Nebbia (1926)

## Serie Scientifica
1. La telegrafia senza fili di Guglielmo Marconi, di Angelo Zammarchi (1904)
2. I raggi X, di Ignazio Schincaglia (1910)

## Serie Speciale
1. L'arte dell'armi in Italia, di Jacopo Gelli (1906)
2. La casa villereccia delle colonie tedesche veneto-tridentine, con raffronti: peregrinazioni folcloriche, di Aristide Baragiola (1908)

## Serie Storia della civiltà
1. Le origini della civiltà ellenica: Omero, di Engelbert Drerup (vers. fatta sulla prima ed. or. tedesca da Adolfo Cinquini e Francesco Grimod; con aggiunte dell'autore e appendice di Luigi Pernier, 1910)
2. La civiltà greca, di Fritz Baumgarten, Franz Poland, Richard Anton Wagner (trad. di Alessandro Della Seta dalla 3ª ed. tedesca, 1916)
3. Italia antica: dalla caverna preistorica al Palazzo Imperiale, di Alessandro Della Seta (1922)

## Altri titoli
- Studi e ricerche intorno ai nostri romanzieri e romanzi del Settecento: coll'aggiunta di una bibliografia dei romanzi editi in Italia in quel secolo, di Giambattista Marchesi (1903)
- De' Vivarini: pittori da Murano, di Giorgio Sinigaglia (1905)
- Biblioteca storica della Letteratura Italiana / diretta da Francesco Novati - 7: I Rimatori lucchesi del secolo XIII: Bonagiunta Orbicciani, Gonnella Antelminelli, Bonodico, Bartolomeo, Fredi, Dotto Reali, di Amos Parducci (1905)
- A ricolta: studi e profili, di Francesco Novati (1907)
- Dei Pittoni: artisti veneti, di Laura Pittoni (Laura Coggiola Pittoni) (1907)
- Arte e storia nel mondo antico: monumenti dell'Oriente classico, della Grecia, dell'Etruria e di Roma, scelti disposti ed illustrati da Ermanno Luckenbach e Casimiro Adami (Ed. maggiore, aggiuntavi un'appendice storica illustrata di C. Adami, 1907)
- Biblioteca storica della Letteratura Italiana / diretta da Francesco Novati - 7: Novelle di Anton Francesco Doni, ricavate dalle antiche stampe, di Giuseppe Petraglione (1907)
- Catalogo della R. Pinacoteca di Brera, di Francesco Malaguzzi Valeri; con cenno storico di Corrado Ricci (1908)
- Antiche trine italiane - Trine ad ago, vol.1, di Elisa Ricci (1908)
- Libri antichi di modelli - Serie I: Merletti e ricami - 2: La vera perfezione del disegno per punti e recami; riproduzione della edizione di Venezia del 1561 dall'esemplare della Biblioteca Corsiniana in Roma, di Giovanni Ostaus (1909)
- Libri antichi di modelli - Serie I: Merletti e ricami - 3: Il Burato. Libro de Recami, di P. Alex Paganino (1909)
- Biblioteca storica della Letteratura Italiana / diretta da Francesco Novati - 10: Laudi inedite dei disciplinati umbri scelte di sui codici più antichi, di Giuseppe Galli (1910)
- La psiche di Benvenuto Cellini: saggio critico, di Francesco Querenghi (1913)
- Manuale di storia dell'arte - 5: L'arte nel XIX secolo, di Anton Springer, Corrado Ricci (dalla 6ª ed. tedesca curata da Max Osborn; riv. e ampliata nella parte italiana da Arturo Calza) (1924)
- Manuale di storia dell'arte - 1: Arte antica, di Anton Springer (di nuovo tradotto e ampliato sulla 12ª ed. tedesca di Paolo Wolters da Alessandro Della Seta (3ª ed. it., a cura di Corrado Ricci, 1927)
- Manuale di storia dell'arte - 3: Il Rinascimento in Italia, di Anton Springer, largamente ampliato nelle illustrazioni e nel testo da Corrado Ricci (3ª ed., [1928])
- Manuale di storia dell'arte - 4: Il Rinascimento nell'Europa settentrionale e l'arte dei secoli XVII e XVIII, riveduta e ampliata da Paolo Schubring (2ª ed. it., a cura di Corrado Ricci [1928])
- Giovanni Migliara (1785-1837), di Arturo Mensi; a cura del Comune di Alessandria (1937?)